# Rahul Kumar (cầu thủ bóng đá)
Rahul Kumar là một cầu thủ bóng đá người Ấn Độ thi đấu ở vị trí Hậu vệ cho đội bóng tại I-League Salgaocar. Kumar là một trong những cầu thủ đầu tiên của Pune F.C. năm 2007.
Kumar thi đấu tại giải trường học quốc gia ở Kolkata năm 2001, và ở Chandigarh năm 2002. Anh cũng thi đấu cho U-21 quốc gia và tiếp tục thi đấu cho đội chính của Punjab năm 2005.